# Ирибаррен, Хуан Карлос
Хуан Карлос Ирибаррен (исп. Juan Carlos Iribarren; 27 мая 1901 — неизвестно) — аргентинский футболист, центральный и левый защитник. Брат другого известного футболиста, Хорхе Ирибаррена.

## Карьера
Хуан Карлос Ирибаррен начал карьеру в клубах «Эурека» и «Колумбиан». В 1920 году он перешёл в клуб «Архентинос Хуниорс», где он играл вместе с братом Хорхе. В 1924 году он стал игроком «Ривер Плейта». Он выступал за клуб до 1932 года, когда клуб смог победить в чемпионате Аргентины. Последним клубом игрока стала «Чакарита Хуниорс», в котором он завершил карьеру в 1937 году.
22 октября 1922 года Ирибаррен дебютировал в составе сборной Аргентины в товарищеской игре с командой Чили. Годом позже футболист поехал с национальной командой на чемпионат Южной Америки, где он провёл все три матча. Команда на турнире заняла второе место. В 1937 году он поехал на свой второй южноамериканский чемпионат. Там игрок провёл все 5 матчей на групповом турнире. Но в финальной игре с командой Бразилией его место занял Луис Фасио. Всего Ирибаррен провёл за сборную 17 матчей. Футболист выступал за национальную команду 15 лет, и это достижение оставалось рекордным, пока его не побил спустя 20 лет Анхель Лабруна.

## Статистика
| Сезон | Команда          | Чемпионат       | Чемпионат | Чемпионат |
| Сезон | Команда          | Лига            | Игры      | Голы      |
| ----- | ---------------- | --------------- | --------- | --------- |
| 1931  | Ривер Плейт      | Примера         | 31        | 0         |
| 1932  | Ривер Плейт      | Примера         | 24        | 0         |
| 1933  | Чакарита Хуниорс | Примера         | 24        | 1         |
| 1934  | Чакарита Хуниорс | Примера         | 33        | 0         |
| 1935  | Чакарита Хуниорс | Примера         | 23        | 0         |
| 1936  | Чакарита Хуниорс | Копа де Онор    | 12        | 0         |
| 1936  | Чакарита Хуниорс | Копа Чемпионато | 15        | 1         |
| 1937  | Чакарита Хуниорс | Примера         | 12        | 0         |

## Достижения
- Чемпион Аргентины: 1932
- Чемпион Южной Америки: 1937